# 潘祥
潘祥，字大千，甘肅靖遠人，鎮綏將軍潘育龍之子。
康熙五十一年（1712年），登壬辰科三甲進士。初授翰林院庶吉士，改戶部廣西司郎中。後任四川順慶府知府。
著有《大千文集》、《時藝傳稿》等，但僅有《遊紅嘴偶賦》、《送鄒智千北上》、《遊紅山寺十韻》等少數詩篇存世。